# Diaphractus
Diaphractus là một chi nhện trong họ Gnaphosidae.